# Liste der Monuments historiques in Bannost-Villegagnon
Die Liste der Monuments historiques in Bannost-Villegagnon führt die Monuments historiques in der französischen Gemeinde Bannost-Villegagnon auf.

## Liste der Bauwerke
| Bezeichnung                | Beschreibung | Standort       | Kennzeichnung | Schutzstatus | Datum | Bild           |
| -------------------------- | ------------ | -------------- | ------------- | ------------ | ----- | -------------- |
| Kirche Saint-Jean-Baptiste |              | Bannost (Lage) | PA00086805    | Classé       | 1923  | weitere Bilder |

## Liste der Objekte

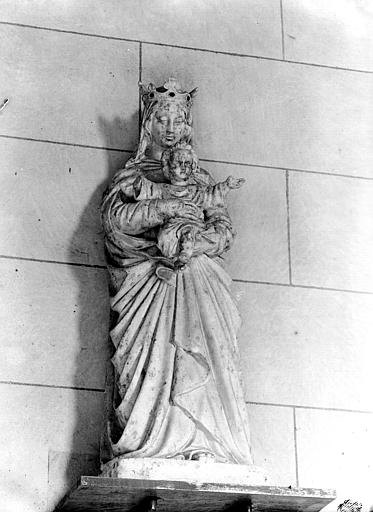
Skulptur Madonna und Kind (14. Jahrhundert) in der Kirche Saint-Jean-Baptiste

- Monuments historiques (Objekte) in Bannost-Villegagnon in der Base Palissy des französischen Kultusministeriums